# Jaylen Warren
Derrell Jaylen Warren (Clinton, 1º novembre 1998) è un giocatore di football americano statunitense che milita nel ruolo di running back per i Pittsburgh Steelers della National Football League (NFL).

## Carriera

### Pittsburgh Steelers
Al college Warren giocò a football allo Snow College (2017-2018), a Utah State (2019-2020) e a Oklahoma State (2021). Dopo non essere stato scelto nel Draft NFL 2022 firmò con i Pittsburgh Steelers. Dopo una pre-stagione positiva riuscì a entrare nei 53 uomini per l'inizio della stagione regolare il 31 agosto 2022. Nella sua stagione da rookie corse 379 yard e un touchdown oltre a 28 ricezioni per altre 214 yard.
Nell'undicesimo turno della stagione 2023, Warren corse 129 yard e un touchdown contro i Cleveland Browns, venendo premiato come running back della settimana.

## Palmarès
- Running back della settimana: 1

11ª del 2023

## Statistiche

### Stagione regolare
| 2022   | PIT    | 16 | 0 | 77  | 379 | 4,9 | 31 | 1 | 28 | 214 | 7,6 | 26 | 0 | 1 | 0 |
| 2023   | PIT    | 10 | 0 | 80  | 493 | 6,2 | 74 | 3 | 34 | 234 | 6,9 | 30 | 0 | 1 | 0 |
| Totale | Totale | 26 | 0 | 157 | 872 | 5,6 | 74 | 4 | 62 | 448 | 7,2 | 30 | 0 | 2 | 0 |

Fonte: Football Database
Statistiche aggiornate alla settimana 11 della stagione 2023